# Mitsuko
Mitsuko (jap. みつこ, ミツコ) – żeńskie imię japońskie.

## Możliwa pisownia
Mitsuko można zapisać, używając wielu różnych znaków kanji i może znaczyć m.in.:
- 光子, „światło, dziecko”
- 美都子, „piękno, stolica, dziecko”
- 美津子

## Znane osoby
- Mitsuko Baisho (美津子), japońska aktorka
- Mitsuko Horie (美都子), japońska seiyū i piosenkarka
- Mitsuko Shiga (光子), japońska poetka tanka
- Mitsuko Uchida (光子), japońska pianistka

## Fikcyjne postacie
- Mitsuko Komyoji (ミツ子), bohaterka mangi i anime Android Kikaider
- Mitsuko Kongō (光子), bohaterka serii Toaru majutsu no Index
- Mitsuko Nonomura (光子), bohaterka serii gier Bloody Roar
- Mitsuko Sōma (光子), bohaterka serii Battle Royale